# Scorpaena scrofa
Lo scorfano rosso (Scorpaena scrofa Linnaeus, 1758) è un pesce della famiglia degli Scorpaenidae.

## Distribuzione e habitat
È diffuso nell'Oceano Atlantico orientale, dalle isole britanniche, al Marocco, nelle Canarie, nelle Azzorre e nel Mar Mediterraneo.

Vive su fondi duri, rocciosi o a coralligeno, di solito ad una profondità superiore ai 20 m (fino ad oltre 200 m) anche se i giovani possono essere incontrati in acque più basse. Ha una predilezione per le secche scogliose che si elevano da un fondo fangoso, ma lo si trova anche in ambienti di scogliera d'ogni tipo e su fondi mobili costituiti da sabbia, fango e detrito. Il suo habitat è molto vario e le sue abitudini estremamente territoriali, al punto che è possibile immergersi ed osservare gli stessi esemplari per anni nello stesso posto, eletto a dimora e nello stesso tempo ad areale di caccia. 

## Descrizione
È riconoscibile da tutte le altre Scorpaena per le dimensioni notevoli che raggiunge e per le sue peculiarità corporee, con appendici carnose sul mento, lungo i fianchi e sugli occhi. Per il resto è simile alle altre scorpene, con testa massiccia (forse in proporzione più grande che nei congeneri) spinosa e coperta di appendici cutanee. Il colore è in genere rosso vivo ma può presentarsi anche rosa, bruno o giallo zolfo, variegato di scuro in vari modi e, in genere, con una macchia nera al centro della pinna dorsale. Raggiunge 50 cm di lunghezza e 3/4 kg di peso circa.

## Riproduzione
Avviene tra maggio ed agosto.

## Biologia
Passa gran parte del tempo fermo immobile in un punto rialzato del fondale attendendo che una preda gli passi davanti. La sua tecnica di cattura della preda è molto rapida ed efficace, e si basa su un repentino scatto in avanti abbinato al proiettarsi in avanti delle grandi fauci in un movimento che non dà scampo alla preda stessa.

## Pesca
Si può catturare sia con lenze che con palamiti o reti a strascico.
Le carni sono molto apprezzate e utilizzate soprattutto in vari brodi e zuppe di pesce. È, ad esempio, ingrediente obbligatorio per preparare alcuni piatti come il cacciucco alla livornese o la bouillabaisse di Marsiglia.

## Veleno
Le spine dei raggi della pinna dorsale e dell'opercolo branchiale sono collegate a ghiandole velenifere che rendono assai dolorosa la puntura, che può talvolta avere carattere di gravità e in alcuni rari casi può provocare perdita di coscienza, vertigini e ipotensione.

## Acquariofilia
Questo pesce è allevato esclusivamente negli acquari pubblici.

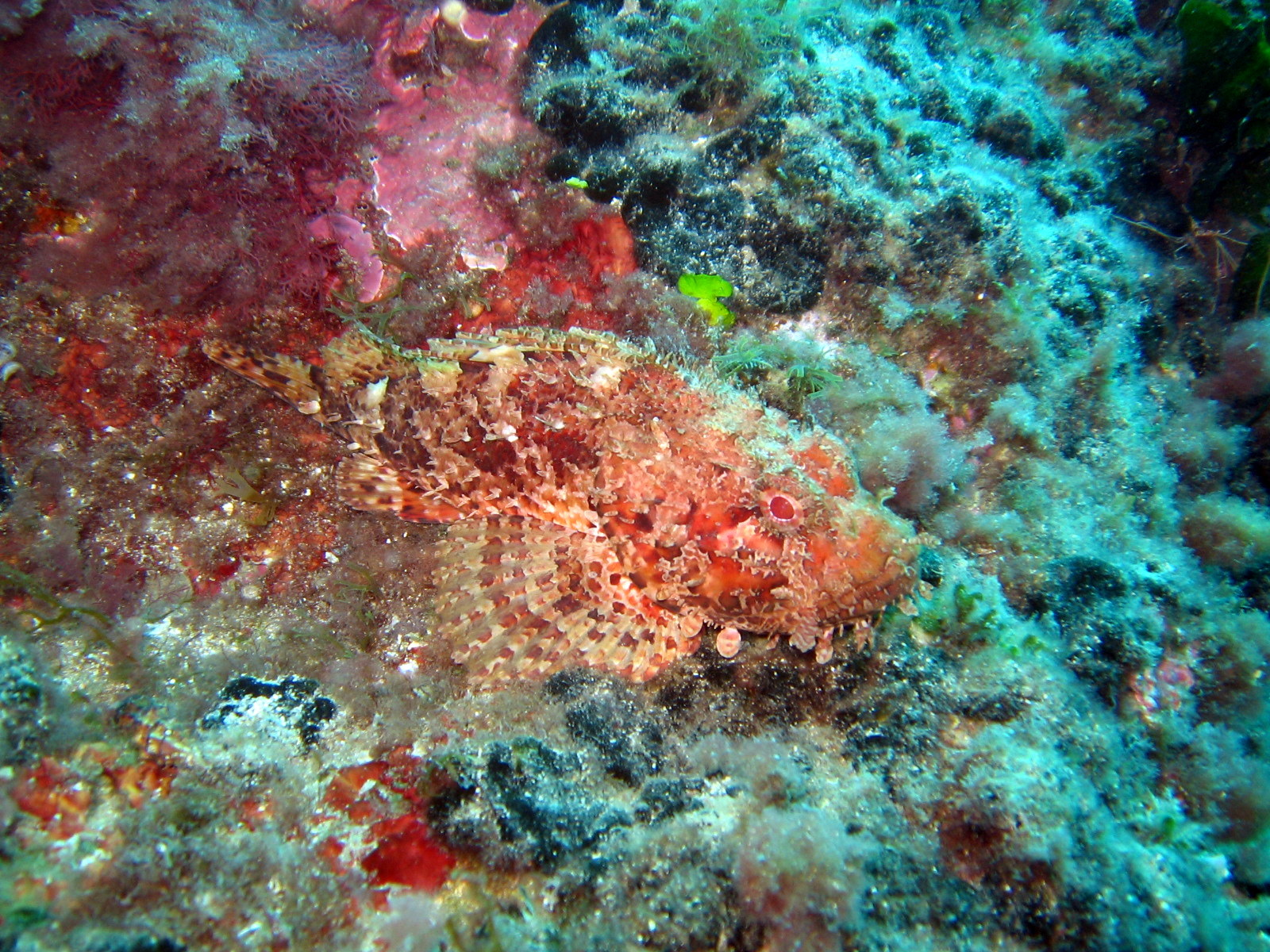
Esemplare fotografato in acque basse

## Nella cultura di massa
Volgarmente in lingua italiana il termine scorfano viene utilizzato per indicare una persona brutta e sgraziata.